# Старый Пукшинер
 Старый Пукшинер  — деревня в Балтасинском районе Татарстана. Входит в состав Пижмарского сельского поселения.

## География
Находится в северо-западной части Татарстана на расстоянии приблизительно 30 км на север по прямой от районного центра поселка Балтаси у речки Кугуборка.

## История
Основана в XVIII веке, упоминалась также как Ошлан.
В «Материалах по статистике Вятской губернии», изданных в 1886 году по сведениям 1884 года, населённый пункт упомянут как деревня Старый Пукшинерь Пижмаринского района Шудинской волости Малмыжского уезда Вятской губернии. В деревне, в 28 дворах проживали 346 человек (157 татар и 189 черемис). Земельный надел составлял 716,7 десятин.

## Население
Постоянных жителей было: в 1859—227, в 1884—346, в 1905—416, в 1920—417, в 1926—416, в 1938—255, в 1949—208, в 1958—163, в 1970—117, в 1979 — 83, в 1989 — 49, в 2002 году 52 (татары 100 %), в 2010 году 49.